# Калитвенка 1
Калитвенка 1 — стоянка позднего палеолита, расположенная на территории Каменского района Ростовской области в месте впадения реки Калитвенец в Северский Донец, в окрестностях станицы Калитвенской. Различают площадки Калитвенка 1а, Калитвенка 1б и Калитвенка 1в. Также называются палеолитической мастерской. Оотносятся к поздней поре среднего палеолита в пределах 45-40 тыс. лет назад. Наиболее интересны мастерские, обнаруженные в Малой Песчаной балке, выходящей к реке Калитвенец, примерно в 500 метрах от её впадения в Северский Донец.

## История
Была открыта в 1973 году Л. Я. Крижевской. Расположена на правом борту балки, второй надпойменной террасы. Площадь стоянки составляет около 1500 м², высота над дном балки 15 метров. В течение ряда полевых сезонов здесь было сделано три раскопа и выполнено несколько шурфов. Общая мощность отложений составляет 2−6 слоёв, выделено 13 литологических горизонтов. Во 2−6 горизонтах найдено 10 нуклеусов и около двухсот отщепов. Подавляющая часть находок обнаружена в 8-м и 9-м горизонтах. В девятом горизонте на участке размером 4х5 метров было найдено много нуклевидных изделий, а также отщепов, пластин, осколков и чешуек, что свидетельствует о производственном участке, где происходила первичная обработка кварцита. Всего нуклеусов было найдено 93 экземпляра — 18 в восьмом горизонте и 75 в девятом. Количество найденных сколов — 202 в восьмом горизонте и 629 в девятом. В этих двух горизонтах было также обнаружено 27 орудий, из них 8 — макроорудий и 18 орудий из отщепов. В числе макроорудий были чоппинги (2 экз.), бифасы (1 экз.) и рубящие орудия (5 экз.).
В бассейне Северского Донца неизвестны другие стоянки, где были бы мастерские, калитвенские — единственные палеолитические памятники подобного рода на Русской равнине.